# Jackie McWilliams
Jackie McWilliams, född den 18 februari 1964 i Ballymoney, Storbritannien, är en brittisk landhockeyspelare.
Hon tog OS-brons i damernas landhockeyturnering i samband med de olympiska landhockeytävlingarna 1992 i Barcelona.